# Klášterní Skalice
Klášterní Skalice es una localidad del distrito de Kolín en la región de Bohemia Central, República Checa, con una población estimada a principio del año 2018 de 134 habitantes. 
Se encuentra ubicada al este de la región y de Praga, a poca distancia del río Elba y de la frontera con las regiones de Pardubice y Vysočina.